# NGC 4698
NGC 4698 ist eine Spiralgalaxie mit aktivem Galaxienkern vom Hubble-Typ Sab im Sternbild Jungfrau auf der Ekliptik. Sie ist schätzungsweise 43 Millionen Lichtjahre von der Milchstraße entfernt und hat einen Durchmesser von etwa 50.000 Lichtjahren. Die Entfernungsmessungen basierend auf den Radialgeschwindigkeiten stimmen nicht mit den rotverschiebungsunabhängigen Entfernungsschätzungen von etwa 75 ± 20 Millionen Lichtjahren überein.
Unter der Katalognummer VCC 2070 ist sie als Mitglied des Virgo-Galaxienhaufens gelistet

Im selben Himmelsareal befinden sich u. a. die Galaxien IC 3716, IC 3719, IC 3754.
Das Objekt wurde am 18. Januar 1784 von William Herschel entdeckt.